# 22378 Gaherty
22378 Gaherty este o planetă minoră (asteroid), cu un diametru de 4,77 km, din centura de asteroizi. A fost descoperită pe 8 ianuarie 1994 la Observatorul Național Kitt Peak de Spacewatch. 
Obiectul prezintă o orbită caracterizată de o semiaxă mare de 2,2527677 UAi, o excentricitate de 0,21, o înclinație de 3,13352 ° în raport cu ecliptica.